# Anson (Texas)
Anson es una ciudad ubicada en el condado de Jones en el estado estadounidense de Texas. En el Censo de 2010 tenía una población de 2.430 habitantes y una densidad poblacional de 339,32 personas por km².

## Geografía
Anson se encuentra ubicada en las coordenadas 32°45′16″N 99°53′46″O / 32.75444, -99.89611. Según la Oficina del Censo de los Estados Unidos, Anson tiene una superficie total de 7.16 km², de la cual 7.15 km² corresponden a tierra firme y (0.11%) 0.01 km² es agua.

## Demografía
Según el censo de 2010, había 2.430 personas residiendo en Anson. La densidad de población era de 339,32 hab./km². De los 2.430 habitantes, Anson estaba compuesto por el 78.56% blancos, el 2.88% eran afroamericanos, el 0.45% eran amerindios, el 0.45% eran asiáticos, el 0% eran isleños del Pacífico, el 15.23% eran de otras razas y el 2.43% pertenecían a dos o más razas. Del total de la población el 36.87% eran hispanos o latinos de cualquier raza.